# Eidmannella
Eidmannella is een spinnengeslacht uit de familie holenspinnen (Nesticidae).

## Soorten
- Eidmannella bullata Gertsch, 1984
- Eidmannella delicata Gertsch, 1984
- Eidmannella nasuta Gertsch, 1984
- Eidmannella pachona Gertsch, 1984
- Eidmannella pallida (Emerton, 1875)
- Eidmannella reclusa Gertsch, 1984
- Eidmannella rostrata Gertsch, 1984
- Eidmannella tuckeri Cokendolpher & Reddell, 2001